# Hajszárító

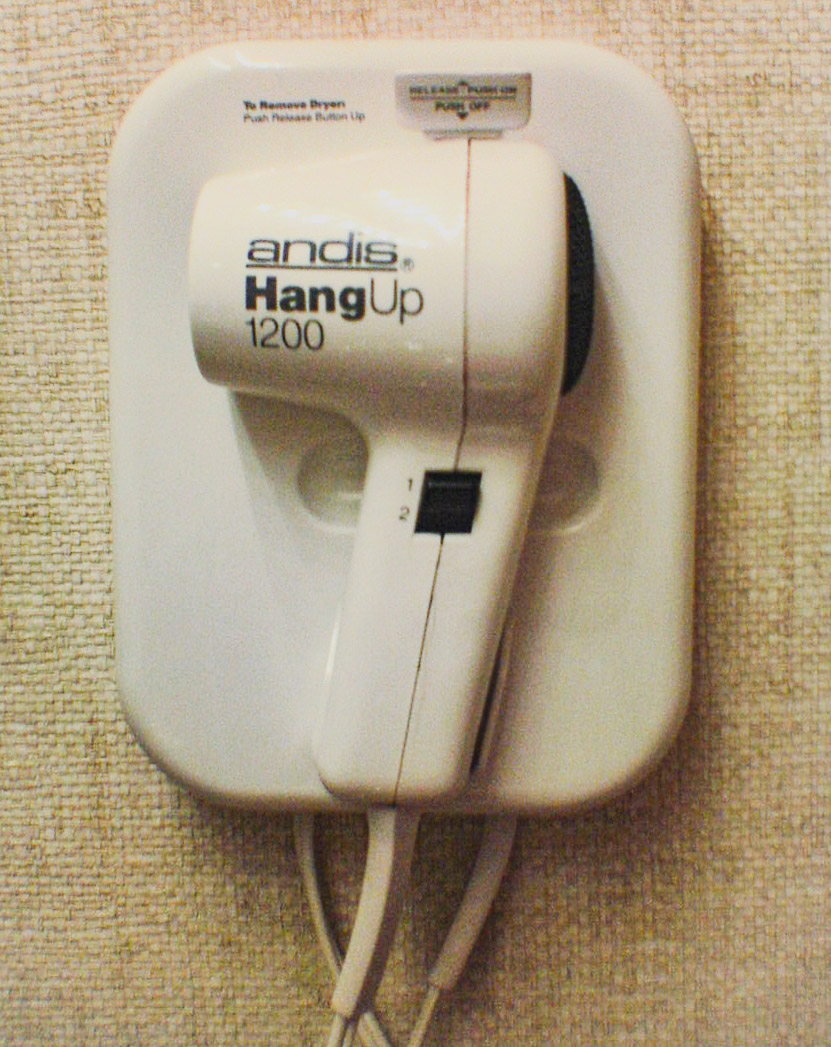
Modern hajszárító

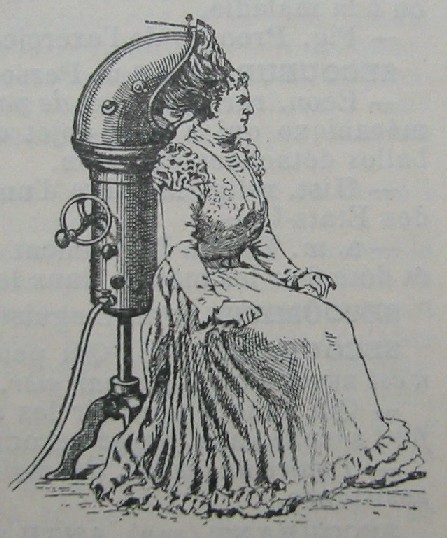
Encyclopedie Larousse illusztráció 1900-ból

A hajszárító egy elektromechanikus eszköz, ami meleg vagy hideg levegőt fúj a nedves hajra, hogy meggyorsítsa a víz párologtatását, azaz a haj száradását.

## Története
1890-ben, Alexandre F. Godefoy franciaországi szalonjában jelent meg először az elektromos hajszárító, a porszívó továbbalakított változata. A kézi hajszárítók csak 1920 tájékán jelentek meg először. Vidal Sassoon vezette be először londoni szalonjában.

## Működése
A hajszárítóban egy villamos motor van elhelyezve, mely a kapcsoló bekapcsolása után a külső légtér levegőjét beszívva, egy erre kialakított (esetleg szűkíthető) nyíláson keresztül a motorra rögzített ventilátorlapát segítségével kifújja. A hajszárító csak ritkán fúj ki hideg levegőt. Kivitelétől függően egy- vagy több fokozatban állítható ellenálláshuzalokból kialakított fűtőszálon keresztül történik a levegő kiáramlása. A felfűtött ellenálláshuzal hőjét az áramló levegő átveszi, és így meleg levegő áramlik ki a hajszárítóból. A meleg levegő relatív légnedvessége kicsi, így a hajon lévő vizet elpárologtatva, azt könnyen fel tudja venni.

## Kivitelét tekintve
- Hordozható, összecsukható kivitel
- A kiáramló levegőt egy fémből vagy műanyagból készült álló vagy hordozható búrába fúvó
- Kefével kombinált kivitel, mely segíti a haj formázását